# Tom Carpenter
Tom Carpenter (Newport, 31 agosto 1887 – ...) è stato un giocatore di snooker gallese.

## Carriera
Ha raggiunto le semifinali nel primo Campionato mondiale di snooker della storia nel 1927, venendo eliminato da Tom Dennis con il punteggio di 12-10, dopo aver battuto Nat Butler al primo turno e Melbourne Inman ai quarti.

## Risultati
In questa tabella sono riportati i risultati nei tornei di snooker in cui Tom Carpenter ha partecipato.
| Competizione                 | Edizione           | Risultato          | Vincite | Century breaks | Maximum breaks | Miglior break |
| ---------------------------- | ------------------ | ------------------ | ------- | -------------- | -------------- | ------------- |
| Campionato mondiale          | 1927               | Semifinali         | £0      | 0              | 0              | ?             |
| Totale (Campionato mondiale) | 1 partecipazione   | 1 partecipazione   | £0      | 0              | 0              | ?             |
| Totale carriera              | 1 torneo disputato | 1 torneo disputato | £0      | 0              | 0              | ?             |